# Tauron Arena Kraków

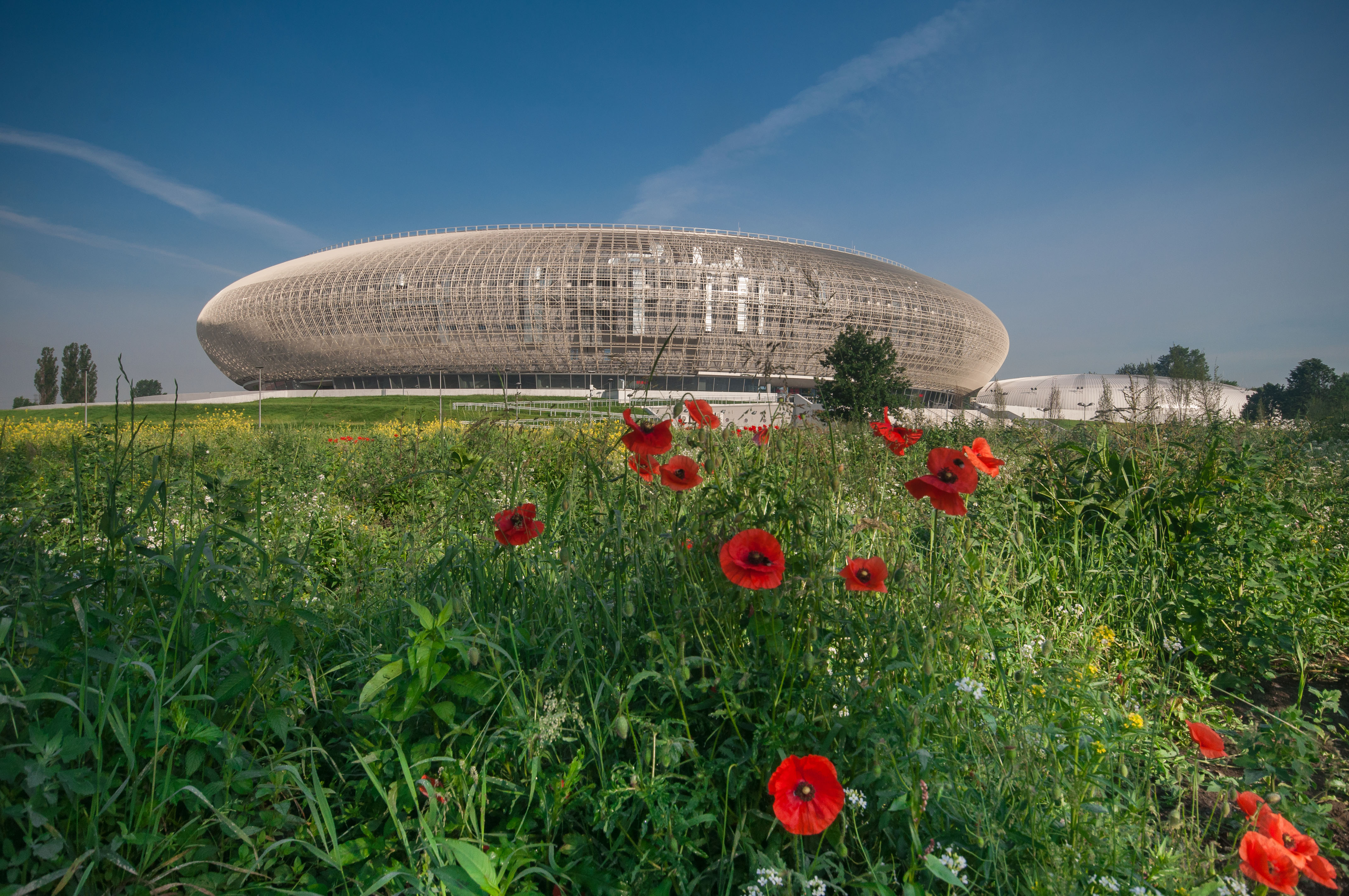
De Tauron Arena gezien vanaf het oosten

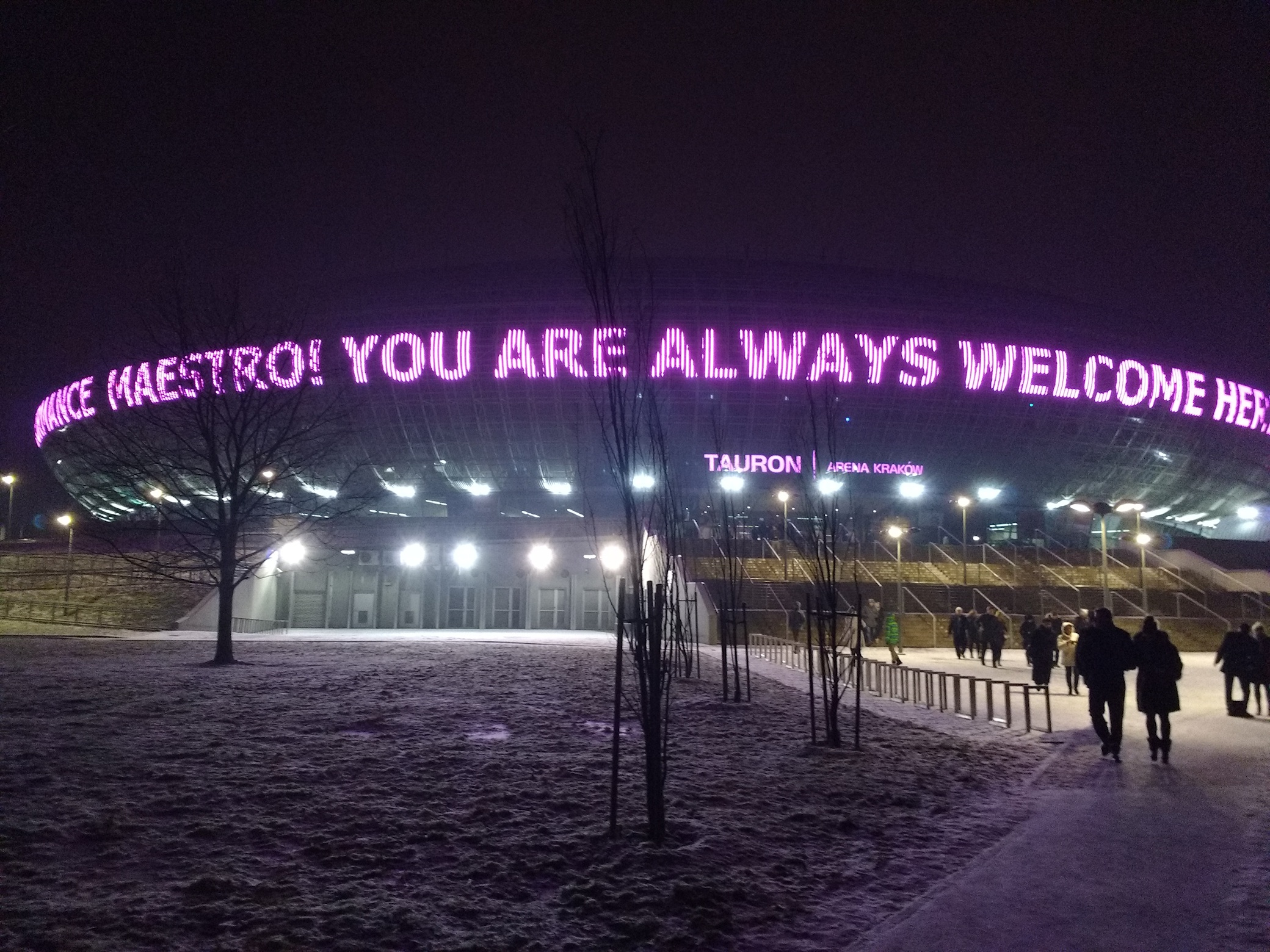
Boodschap na het Ennio Morricone concert

Tauron Arena Kraków is een arena in de Poolse stad Krakau. De capaciteit varieert van 15.000 tot 22.000 plaatsen. In de arena vonden verschillende sportwedstrijden zoals het wereldkampioenschap volleybal plaats.

## Achtergrond
Tauron Arena Kraków is de grootste en een van de modernste multifunctionele zalen van Polen. Het laat toe verschillende sportevenementen te organiseren voor sporten als handbal, volleybal, hockey, boksen en badminton. De arena bevat de grootste led-screens van het land en een van de grootste van Europa.

## Evenementen

### Sport evenementen
- Wereldkampioenschap volleybal mannen 2014
- Europees kampioenschap handbal mannen 2016
- Europees kampioenschap volleybal mannen 2017

### Concerten
- 2014 : Michael Bublé, Elton John, Slash, Bryan Adams
- 2015 : Ennio Morricone, Katy Perry, Robbie Williams, André Rieu
- 2016 : Hans Zimmer, Mariah Carey, Kings of Leon, Justin Bieber
- 2017 : Bruno Mars, Aerosmith, Sting, Hardwell, Linkin Park
- 2018 : Metallica, Deep Purple, Lenny Kravitz, Iron Maiden
- 2019 : Shawn Mendes, Elton John, Muse, String, Deep Purple
- 2020 : Maluma
- 2022 : Alan Walker, The Cure, Harry Styles, Alicia Keys, Scorpions